# Нетиповий
«Нетиповий» (англ. Atypical)  — американський драмедійний інтернет-серіал, створений Робією Рашид для Netflix. В основі сюжету — 18-річний Сем Ґарднер, що має розлад аутистичного спектра.
Прем'єра восьмисерійного першого сезону серіалу відбулась 11 серпня 2017 року. Десятисерійний другий сезон було випущено 7 вересня 2018 року. У жовтні 2018 року серіал було продовжено на 10 серій третього сезону, прем'єра якого відбулась 1 листопада 2019 року. В лютому 2020 року було оголошено, що серіал буде продовжено ще на один фінальний сезон. Прем'єра четвертого сезону відбулась 9 липня 2021 року.
Перший сезон отримав переважно схвальні відгуки, хоча і був розкритикований за недостатню кількість акторів-аутистів та неточності у зображенні аутизму. В другому сезоні з'явилось більше акторів та сценаристів з аутизмом, він теж отримав переважно схвальні відгуки. Третій сезон зберіг цю практику і отримав дуже багато схвальних відгуків.

## Акторський склад

### Головні ролі
- Дженніфер Джейсон Лі — Ельза Ґарднер,[6] мати Сема, що гіперопікується сином і часто мріє втекти від свого життя та проблем.
- Кейр Ґілкріст[en] — Сем Ґарднер, 18-річний юнак з розладом аутистичного спектра[6][7], що одержимий Антарктикою[8] і обожнює пінгвінів.
- Бріджетт Ланді-Пейн[en] — Кейсі Ґарднер,[6] молодша сестра Сема,[9] яка також опікує свого брата. Кейсі дуже спортивна і завдяки цьому отримує стипендію в приватній школі.
- Емі Окуда[en] — Джулія Сасакі,[6] терапет Сема, в яку він був якийсь час закоханий.
- Майкл Рапапорт — Даґ Ґарднер,[6] батько Сема та Кейсі та чоловік Ельзи, працює екстреним медичним техніком.

### Другорядні ролі
- Ґрем Роджерс[en] — Еван Шапін,[6] хлопець Кейсі.
- Нік Додані[en] — Захід Раджа,[10] найкращий друг Сема[8]
- Дженна Бойд[en] — Пейдж Гардевей, успішна подруга Сема.
- Рауль Костільйо[en] — Нік, бармен з яким у Ельзи зав'язується роман.

## Сюжет

### Сезон 1
18-річний Сем Ґарднер з Коннектикуту, який має розлад аутистичного спектра оголошує сім'ї, що він, за порадою свого терапевта, хоче почати зустрічатись з дівчатами. Його батько Даґ хоче зблизитись із сином, тому радіє коли Сем звертається до нього за порадою. Коли Сем вирішив подарувати своїй обраниці полуниці в шоколаді, батько підвозить його до її будинку і розуміє, що дівчина, в яку закоханий Сем — це його 26-річна терапевтка Джулія. Даґ швидко відтягує Сема і говорить, що той має знайти дівчину свого віку. Сем приходить до висновку, що йому потрібна «дівчина для практики» і з допомогою своїх друзів починає знайомитись з нюансами романтичних стосунків.
Сем стає все більш самостійним, тому його мати Ельза намагається знайти себе в житті поза опікунством сина. Під час ночівлі з друзями з танцювального клубу Ельза знайомиться з барменом Ніком. Він їй подобається і в них починається роман. Молодша сестра Сема, Кейсі, б'є рекорд з легкої атлетики і отримує стипендію в престижній приватній школі, яка, щоправда, знаходиться далеко від дому. Попри своє бажання перейти в нову школу, вона переймається тим, як це вплине на Сема. Її переживання загострюються, тому що вона виявляє, що батько на деякий час залишив сім'ю після того, як стало відомо про розлад Сема, вона також дізнається про інтрижку матері. Тим часом Джулія знаходить полуниці в шоколаді, які Сем залишив після свого візиту. Вона звинувачує свого хлопця у зраді, через що вони розходяться. Після його від'їзду Джулія розуміє, що вагітна від нього.

### Сезон 2
Дізнавшись про роман Ельзи з Ніком, Даґ виганяє її з дому. Пізніше він все ж дозволяє їй повернутись, але продовжує триматись осторонь. Сем намагається знайти нового терапевта замість Джулії з яким йому було б комфортно. Шкільний консультант з профорієнтації заохочує Сема подати документи на вступ до університету та приєднатись до групи учнів-однолітків, які готуються до закінчення школи та початку самостійного життя.
Кейсі почувається небажаною в новій школі, але наперекір цьому їй вдається здружитись з капітанкою команди з легкої атлетики Іззі. Вони зближуються і наприкінці сезону Кейсі розуміє, що відчуває романтичні почуття до Іззі. Кейсі намагається розібратись в тому, як це вплине на неї та її хлопця Евана. Після того як Кейсі залишила школу, Сем починає все частіше переносити зміни у своєму житті у малюнки у своєму записнику. Коли його скетчі помічає шкільний консультант з профорієнтації, Сем подає документи до університету Дентона на курс наукових ілюстрацій, де його приймають. Тим часом Джулія розбирається зі своєю вагітністю та неохочою пропозицією взяти шлюб.

### Сезон 3
У третьому сезоні Сем розпочинає навчання в коледжі і під тиском дорослішання намагається з'ясувати, що для нього означає успіх. Трапляється невелика халепа, яка може назавжди змінити життя Сема. Тим часом у Кейсі та Іззі зав'язуються стосунки.